# Горбио
Горбио (фр. Gorbio) насеље је и општина у Француској у региону Прованса-Алпи-Азурна обала, у департману Приморски Алпи која припада префектури Ница.
По подацима из 2011. године у општини је живело 1294 становника, а густина насељености је износила 184,33 становника/km². Општина се простире на површини од 7,02 km². Налази се на средњој надморској висини од 360 метара (максималној 928 m, а минималној 77 m).

## Демографија
| 1962. | 1968. | 1975. | 1982. | 1990. | 1999. | 2011. |
| ----- | ----- | ----- | ----- | ----- | ----- | ----- |
| 571   | 644   | 538   | 576   | 930   | 1.154 | 1.294 |

График промене броја становника у току последњих година